# イロナ (小惑星)
イロナ（1182 Ilona）は小惑星帯に位置する小惑星。1927年5月3日にカール・ラインムートがケーニッヒシュトゥール天文台で発見した。
名前の由来不明。